# Die Hard 4.0
Die Hard 4.0 (Live Free or Die Hard i Nordamerika) är en amerikansk actionfilm som hade biopremiär i USA den 27 juni 2007, regisserad av Len Wiseman med Bruce Willis i huvudrollen som John McClane.
Die Hard 4.0 är den fjärde filmen i Die Hard-serien. Den utspelas 19 år efter den första filmen. John McClane möter ett gäng internetterrorister.
Handlingen är baserad på en idé som filmförfattaren från Die Hard 2, Doug Richardson, berättade för Willis medan de arbetade tillsammans med filmen Gisslan. I en intervju för Empire Magazine sade Willis att filmen skulle heta Die Hard 4.0 på grund av att den kretsar kring datorer. Han sade dock senare enligt IGN att filmen i stället skulle heta Die Hard: Reset. 20th Century Fox meddelade att titeln var Die Hard 4.0 och att den skulle ha premiär 29 juni 2007 och att filminspelningen skulle börja i september 2006.
Willis meddelade att manuset hade skrivits om på grund av liknelser med händelser kring orkanen Katrina i augusti 2005, speciellt rörande en oljetankerexplosion som orsakade flodvågor in i New Orleans . Filminspelningen för Die Hard 4.0 började i Baltimore, Maryland, 23 september 2006. Orkanen Katrina nämns av rollpersonen Matt Farell som talar om hur dåliga FEMA var på att återställa ordningen där.

## Handling
John McClane är en missförstådd polis, vars familj har övergett honom. Hans dotter har tagit moderns efternamn. Hon vill inte prata med honom och han bråkar med hennes pojkvän. Samtidigt slår terroristen Thomas Gabriel ut USA:s hela datanätverk och alla elkraftverk med hjälp av några hackers och några franska legosoldater. Deras mål är att de skall föra över alla pengar från banker, statliga myndigheter och företag till sig själva. Nu är det upp till John McClane att tillsammans med hackern Matthew Farrell stoppa skurkarna och förhindra att hela USA blir bankrutt.

## Rollista (urval)
- Bruce Willis - John McClane
- Justin Long - Matthew Farrell
- Timothy Olyphant - Thomas Gabriel
- Cliff Curtis - Bowman
- Maggie Q - Mai Linh
- Mary Elizabeth Winstead - Lucy McClane
- Kevin Smith - Warlock/Freddie
- Christina Chang - Taylor
- Yorgo Constantine - Russo
- Andrew Friedman - Casper
- Sung Kang - Raj
- Matt O'Leary - Clay
- Cyril Raffaelli - Rand
- Jonathan Sadowski - Trey

## Om filmen
Filmen hade Sverigepremiär den 27 juni 2007.

## Mottagande
- Aftonbladet: 3/5 [7]
- Metro: 2/5 [8]
- Upsala Nya Tidning: 3/5 [9]
- Svenska Dagbladet: 3/6 [10]